# Trichilia taubertiana
Trichilia taubertiana är en tvåhjärtbladig växtart som beskrevs av Hermann August Theodor Harms. Trichilia taubertiana ingår i släktet Trichilia och familjen Meliaceae. Inga underarter finns listade i Catalogue of Life.